# Девлечеровы
Девлечеровы (Давлечеровы) — русский княжеский род татарского происхождения.
В 1626—1639 годах князь Роман Давлечеров записан в Серпуховской писцовой книге. Под 1681 годом упоминается князь Никифор Давлечеров. В 1716 году князь Дмитрий Никифорович Девлечеров владел в Москве дворовым местом.

## Известные представители
- Князь Девлечеров Никифор Владимирович - воевода г. Боровска в 1683 г.[1]
- Князь Девлечеров Иван — капитан Невского гарнизонного полка в 1758 г.
- Князь Девлечеров Илья Дмитриевич — надворный советник, примерно 1730 года рождения, в период с 1775 по 1782 годы - директор Вышневолоцкой Банковой конторы, умер в 1793 году[2], похоронен в с. Берёзки, Вышневолоцкого уезда.
- Княгиня Пелагея Афанасьевна (жена Ильи Дмитриевича Девлечерова, примерно 1730 года рождения),  — умерла в 1793 году, похоронена в с. Берёзки, Вышневолоцкого уезда[3].